# دينو مارتينوفيتش
دينو مارتينوفيتش (بالسلوفينية: Dino Martinović)‏ هو لاعب كرة قدم سلوفيني في مركز الوسط، ولد في 20 يوليو 1990 في كارلوفاتش في كرواتيا. لعب مع نادي غوريتسا ونادي لوغانو وهيلاس فيرونا.

## وصلات خارجية
- دينو مارتينوفيتش على موقع قاعدة بيانات كرة القدم.إي يو (الإنجليزية)
- دينو مارتينوفيتش على موقع Soccerway.com (الإنجليزية)
- دينو مارتينوفيتش على موقع AS.com (الإسبانية)